# Stanisław Gołębiowski (pilot)
Stanisław Gołębiowski (ros. Станислав Иванович Голембиовский, ur. 14 listopada 1888 roku w guberni radomskiej) – absolwent Wileńskiej Szkoły Wojskowej, porucznik armii rosyjskiej (10.12.1916), pilot Imperatorskiej Wojskowej Floty Powietrznej, odznaczony Orderem św. Stanisława, złotą szablą "Za dzielność".

## Literatura
- РГВИА. Ф. 409. Оп. 1. П/с. 156—383.
- М. С. Нешкин, В. М. Шабанов (сост.). Авиаторы — кавалеры ордена Св. Георгия и Георгиевского оружия периода Первой мировой войны 1914—1918 годов: Биографический справочник. М. «Российская политическая энциклопедия» (РОССПЭН). 2006.